# Barrage de Taoussa
Le barrage de Taoussa est un barrage hydroélectrique en construction sur le fleuve Niger au Mali. Sa construction a débuté le 5 février 2010. Les travaux devaient durer 6 ans.
Il sera situé au défilé de Tossaye, à 130 km à l'ouest Gao, près de Bourem. Il était précédemment désigné sous le nom de barrage de Tossaye.
En période de crues, le barrage de Taoussa va créer en amont un réservoir permanent qui s’étendra sur près de 100 km depuis le site de Taoussa jusqu’à Bamba, ainsi qu'une zone d’influence du remous de près de 200 km de long entre Bamba et Koryoumé, près de Tombouctou.
Le nombre de personnes à déplacer, et à doter avant mise en eau du barrage de nouveaux logements et nouvelles terres aménagées, était estimé en 2010 à plus de 51 000.En concordance avec la politique de la Banque Islamique de Développement (BID/IsDB), les populations à déplacer, dont l’effectif aura été actualisé, devront avoir été significativement consultées sur les modalités de leur réinstallation physique et agroéconomique et sur le partage des bénéfices du projet.

## Principales caractéristiques
- Une digue d'enrochement à noyau étanche, de 1 km de long et de 18 mètres de hauteur.
- Une usine hydroélectrique de 25 MW. La production électrique escomptée est de 118 GWh par an. Cela représente environ 2% de la consommation électrique du pays, qui se montait en 2022 à 5 528 GWh par an[6].
- Une écluse pour assurer et augmenter la navigation fluviale.

## Coûts
- Coût estimé à 136 millions de dollars US

## Financement
- BID 50 millions ($ US)
- Fonds Koweîtien 20 millions ($ US)
- BOAD 18 millions ($ US)
- Fonds Saoudiens 13,5 millions ($ US)
- BADEA 10,4 millions ($ US)
- Fonds de l'OPEP 7 millions ($ US)
- CEDEAO 7 millions ($ US)
- État du Mali 7 millions ($ US)